# Wehrkreis Generalgouvernement (Krakau)

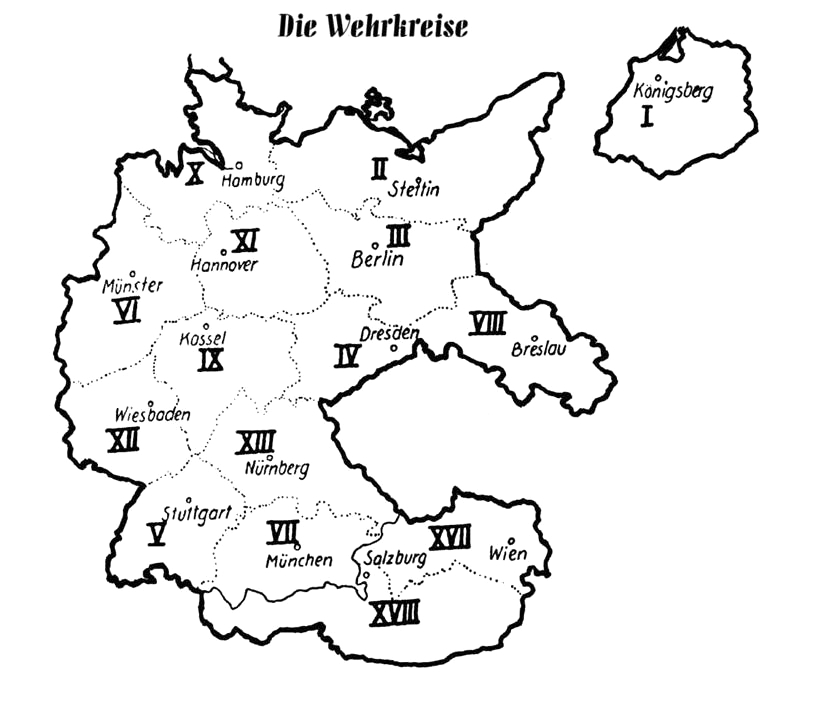
Die Wehrkreise des Deutschen Reiches nach dem „Anschluss“ Österreichs

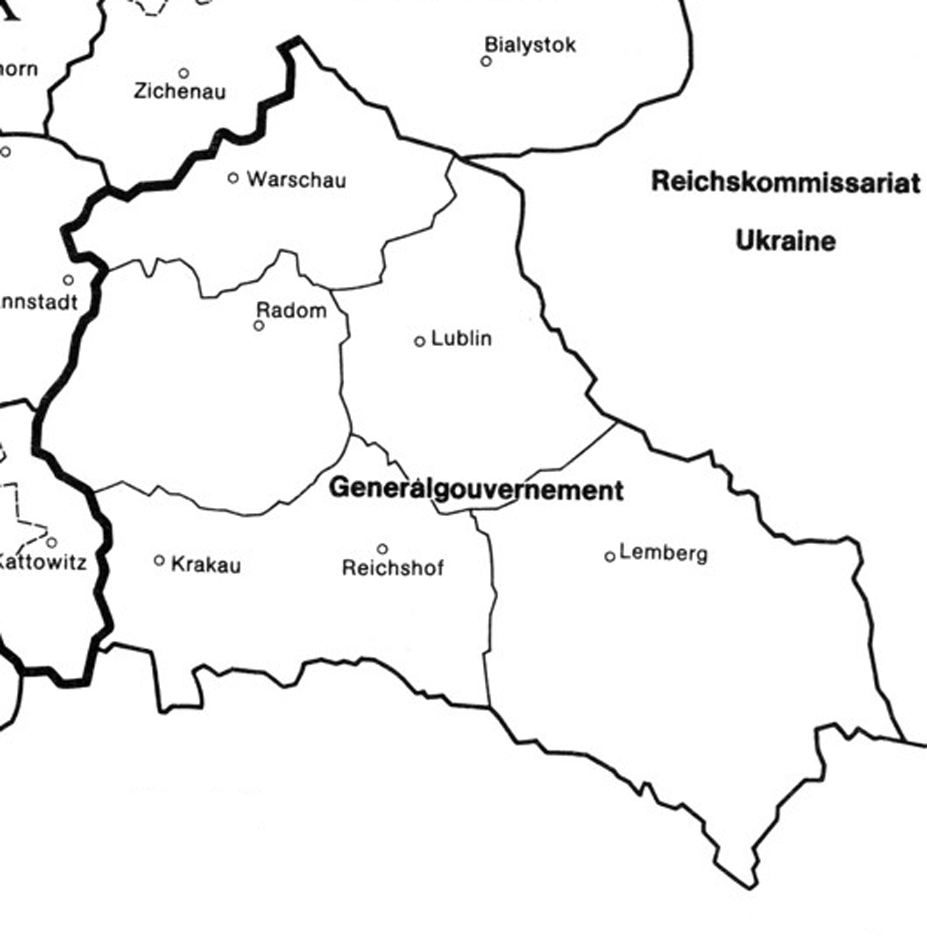
Karte des Wehrkreises Generalgouvernement

Der Wehrkreis Generalgouvernement (Krakau) war eine militärische Verwaltungseinheit der Wehrmacht während der Zeit des nationalsozialistischen Deutschen Reiches und bestand vom 1. September 1942 bis zum 20. September 1944. Ihm oblag die militärische Sicherung des sogenannten Generalgouvernements sowie die Rekrutierung und Ausbildung von Soldaten für das Heer der Wehrmacht in diesem Gebiet. Der Wehrkreis umfasste mehrere Wehrersatzbezirke. Das Hauptquartier befand sich in Krakau.

## Befehlshaber
Die Befehlshaber des Wehrkreises Generalgouvernement waren:
- General der Kavallerie z.V. Curt Ludwig Freiherr von Gienanth (1942)
- General der Infanterie z.V. Siegfried Haenicke (1942–1944)